# James McGowen
Pour les articles homonymes, voir McGowan.
James Sinclair Taylor McGowen (16 août 1855 – 7 avril 1922) était un homme politique australien qui fut le dix-huitième premier ministre de Nouvelle-Galles du Sud du 21 octobre 1910 au 30 juin 1913.

## Jeunesse et famille
McGowen était le fils de James McGowen, un chaudronnier, et de sa femme Eliza Ditchfield, immigrants originaires du Lancashire. Il est né en mer à bord du bateau, le "Western Bride" qui emmenait ses parents à Melbourne. Son père travailla dans la construction de ponts d'abord au Victoria puis en Nouvelle-Galles du Sud. Après de courtes études, il entra comme apprenti chez un chaudronnier en 1870. Il devint membre de la United Society of Boilermakers and Iron Shipbuilders of New South Wales à sa création en 1873,,
dont il devint secrétaire en 1874. Il entra aux chemins de fer en 1888 et fut élu président du comité exécutif pour la construction de la Chambre de Commerce de Sydney et par son acharnement réussit à récolter suffisamment de fonds pour la faire construire.

## Carrière politique
En 1891, le New South Wales Trades and Labour Council créa la Labor Electoral League, qui devint ensuite le parti travailliste australien et McGowen se présenta aux élections au siège de Redfern et fut l'un des 35 députés travaillistes à être élu et le plus expérimenté des partisans de la fédération australienne. Il occupa son siège sans discontinuer jusqu'en 1917.  
Alors que le parti travailliste australien était devenu finalement le parti travailliste le plus discipliné au monde, les premiers parlementaires du parti se considéraient comme assez libres envers leurs collègues. McGowen fut l'un des trois députés qui signa le serment de loyauté  pour la discipline dans le parti. En raison de sa grande habileté et de sa relative ancienneté, il prit la tête du groupe parlementaire travailliste en 1894. Après les élections de 1898, le gouvernement protectionniste de George Reid devint dépendant du parti travailliste pour faire achever la création de la Fédération australienne par les électeurs de Nouvelle-Galles du Sud. L'appui de McGowen et de son parti à la Fédération était un enjeu crucial et il fut appliqué bien qu'il fût contre la Constitution adoptée qu'il trouvait favorable au monde des affaires. McGowen se présenta au siège de Sydney-Sud aux premières élections fédérales de 1901 mais fut battu de peu.

## Premier Ministre de Nouvelle-Galles du Sud
L'honnêteté et le bon sens de McGowen rassuraient les électeurs et fut un facteur déterminant dans la victoire travailliste de 1910. Alors qu'il était Premier Ministre depuis 1913, il ne s'occupait plus de la direction du parti qu'il avait confiée à son adjoint, William Holman. En plus de son poste de Premier Ministre, il occupait les postes de ministre des Finances depuis le début de l'année 1911 et de secrétaire du gouvernement depuis décembre 1911, deux portefeuilles importants. En 1913, alors qu'Holman était en Angleterre il essaya de briser une grève des employés du gaz en les faisant remplacer par des travailleurs non syndiqués. il s'alièna le parti et Holman prit sa place à son retour d'Angleterre en juin 1913. McGowen devint Ministre de l'Agriculture et de l'Industrie, poste qu'il occupa jusqu'en janvier 1914.
En 1916, le parti travailliste décida de s'opposer à la conscription mais McGowen vota pour et fut exclu avec la plupart de ses collègues parlementaires du parti.  
Aux élections de 1917, il fut battu par le candidat officiel du parti William McKell mais le premier ministre du parti nationaliste le fit nommer Sénateur en juillet 1917.  
Il mourut d'un infarctus à Petersham un quartier de Sydney.